# Мегдовас
Мегдовас или Тавропос (на гръцки: Μέγδοβας, Ταυρώπος) е река в район Аграфа, южен Пинд, Евритания, Гърция.
Мегдовас е бифуркационна, т.е. част от водите ѝ се оттичат към река Ахелой в Западна Гърция и басейна на Йонийско море, а друга към Тесалия, където се вливат във водите на най-голямата тесалийска река – Пеней, и от нея – в Солунския залив на Егейско море.
Водите на реката се оттичат в двата най-големи язовира на територията на Гърция – Кремаста и Пластирас. По коритото ѝ има изградени характерните за Пинд красиви каменни мостове.